# Goodwin Knight
Goodwin Jess Knight, född 9 december 1896 i Provo, Utah, död 22 maj 1970 i Inglewood, Kalifornien, var en amerikansk republikansk politiker. Han var den 31:a guvernören i delstaten Kalifornien 1953–1959.

## Biografi
Knight studerade vid Stanford University och Cornell University. Han tjänstgjorde i USA:s flotta i första världskriget.
Knight arbetade som domare i Los Angeles 1935-1946. Han var Earl Warrens viceguvernör 1947-1953. Knight tillträdde som guvernör när Warren blev utnämnd till chefsdomare i USA:s högsta domstol.
Knight valdes 1954 till en hel mandatperiod som guvernör. Som Kaliforniens guvernör invigde han bland annat Disneyland 1955. Han kandiderade 1958 till USA:s senat men förlorade mot demokraten Clair Engle.
Knights första fru Arville avled 1952. Han gifte om sig 1954 med Virginia Carlson.